# 泰勒群島
泰勒群島（英語：Taylor Islands）是南極洲的群島，處於海詹普群島西端，由美國海軍拍攝空中照片繪入地圖，以測量員命名，現時由南極條約體系管理。